# 沃爾齊希湖

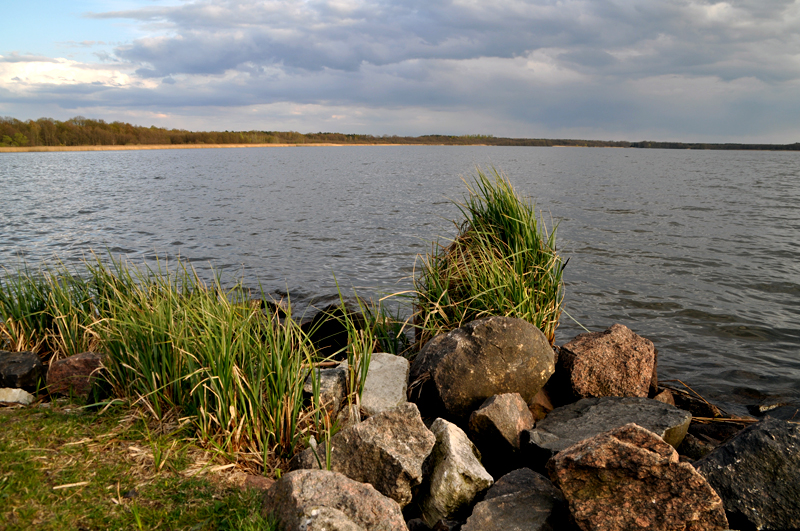

52°15′23″N 13°49′15″E / 52.25639°N 13.82083°E
沃爾齊希湖（德語：Wolziger See），是德國的湖泊，位於該國东北部，由勃蘭登堡州負責管轄，處於達默-施普雷瓦爾德縣，長3.2公里、寬2.5公里，面積5.8平方公里，海拔高度34米，平均水深5.5米，最大水深13米，水體容量3,200萬立方米。